# Apsilocera bramleyi
Apsilocera bramleyi är en stekelart som beskrevs av Graham 1966. Apsilocera bramleyi ingår i släktet Apsilocera och familjen puppglanssteklar. Arten är reproducerande i Sverige. Inga underarter finns listade.